# Breite Straße 23 (Quedlinburg)
Das Haus Breite Straße 23 war ein Gebäude in der Stadt Quedlinburg in Sachsen-Anhalt. Es wurde um 1970 abgerissen und gilt als eines der verlorengegangen wichtigen Gebäude der historischen Fachwerkstadt Quedlinburg.

## Lage
Das Gebäude befand sich im nördlichen Teil der Breiten Straße in der historischen Quedlinburger Altstadt.

## Architektur und Geschichte
Das Fachwerkhaus entstand in der Zeit um 1500. Es war zweigeschossig und verfügte über ein Zwischengeschoss. In der Breite umfasste das Gebäude sechs Gebinde. Die Erdgeschossfassade war verputzt. Das Fachwerk des weit vorkragenden oberen Stockwerks wies eine sogenannte Ständerreihung auf. An Verzierungen bestanden aufgeblattete Streben und Fasen an den Balkenköpfen. Auch an der Stockschwelle befand sich eine Fase.
In der Zeit um 1970 wurde das Gebäude abgerissen.